# Disques Vogue
Disques Vogue (En español conocido como Vogue Records musical), es una distribución de compañía discográfica musical originada en Francia, principalmente en la ciudad de Paris, fue creada a mediados de 1947 por Leon Cabat, Charles Delaunay y Albert Ferreri. Funcionó con gran éxito, en el mundo de la música francesa, donde se demuestra canciones lanzadas en disco de vinilo de distintos géneros y tipos. 
Originalmente el sello discográfico está especializado en grabaciones de jazz, produciendo artistas como Sidney Bechet, Django Reinhardt, Dizzy Gillespie, Lionel Hampton y Errol Garner. A principios de 1960, Vogue fue capaz de dar su primera oportunidad a muchos jóvenes como Jean-Jacques Debout, Johnny Hallyday, Anthony, Jacques Dutronc, Françoise Hardy, Gérard Jaffrès, Clothilde, Berthe, etc. La compañía cerró en 1987, y Vogue es sólo una etiqueta de propiedad de Sony BMG.

## Éxitos en los años 40s y 50s

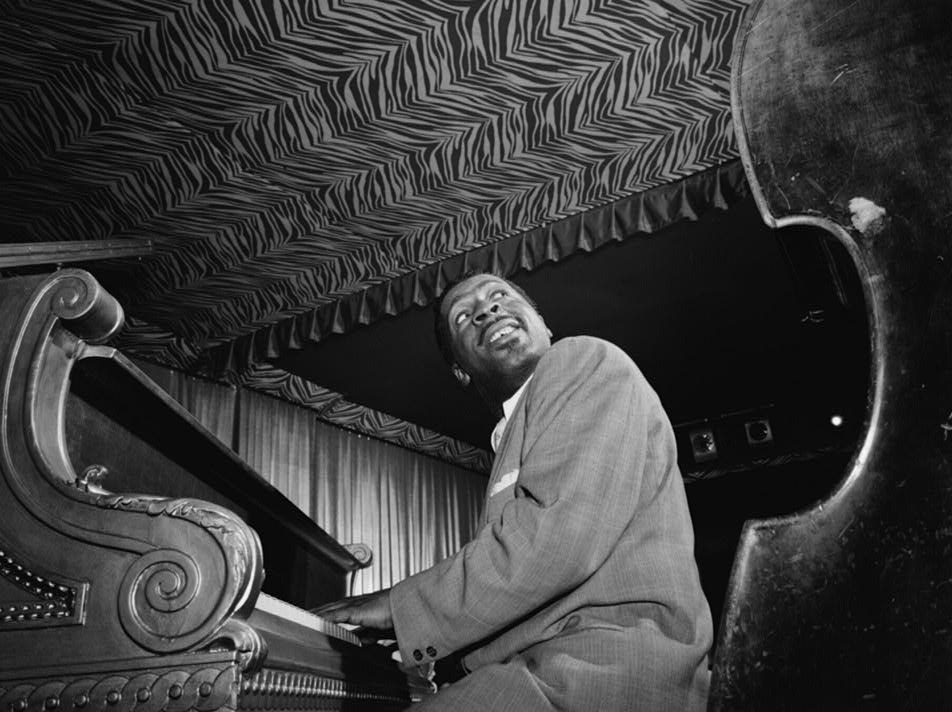
Erroll Garner.

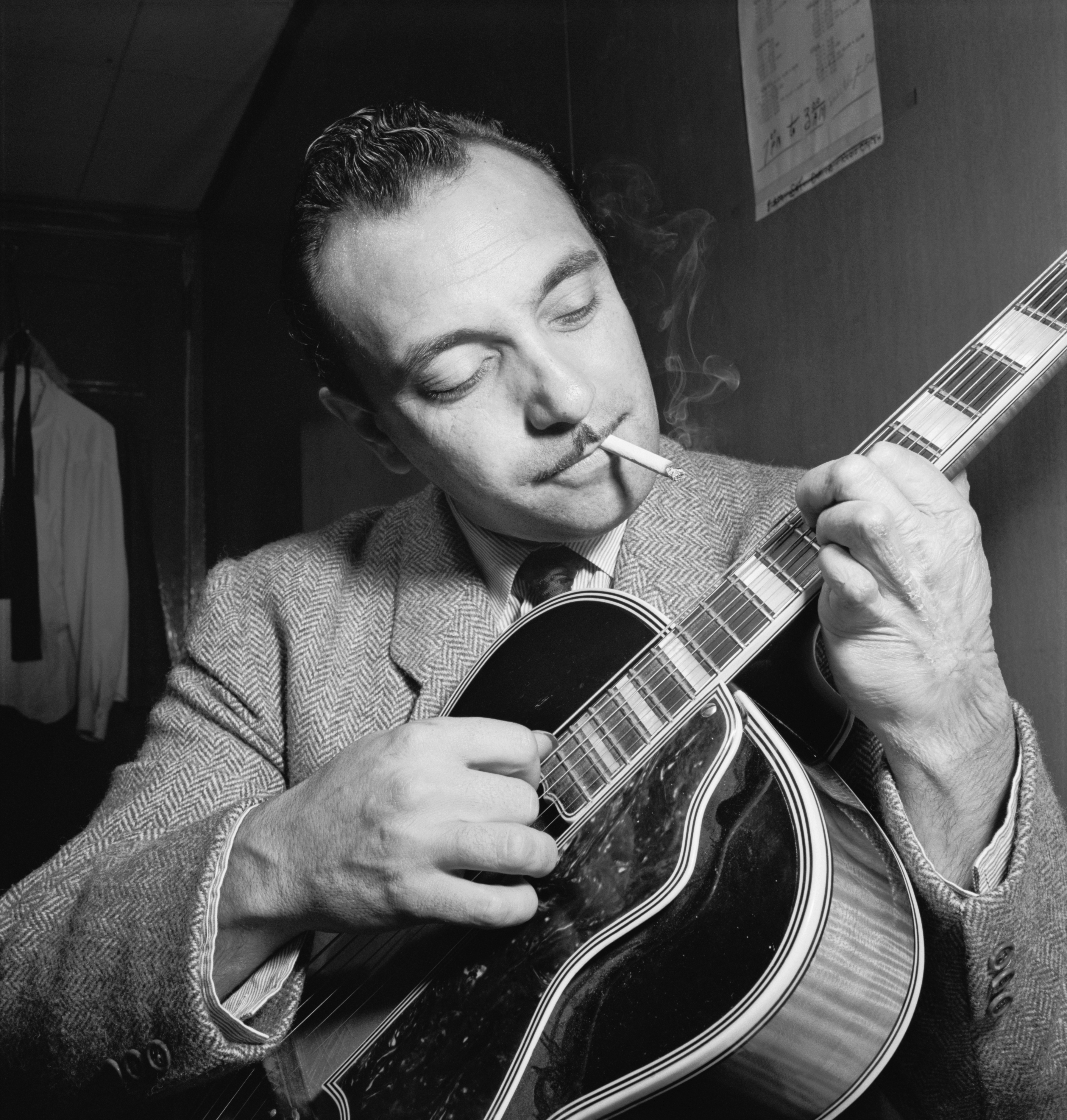
Django Reinhardt.

- Erroll Garner (1949)
- Claude Luter (1949)
- Sidney Bechet (1949)
- Roy Eldridge (1951)
- Dizzy Gillespie (1951)
- Johnny Hodges (1951)
- Michel Attenoux (1952)
- Johnny Smith (1952)
- Gigi Gryce (1953)
- Gerry Mulligan (1953)
- Gerry Mulligan (1954)
- Louis Armstrong (1954)
- René Thomas (1954)
- Tab Smith (1955)
- Alix Combelle (1955)
- Marcel Bianchi (1955)
- Django Reinhardt (1955)
- Chiquitin Garcia]] (1955)
- Pierre Dorsey (1957)
- Jacques Harden (1957)
- Claude Luter (1958)
- Celia Cruz (1958)
- Jack Ary (1958)
- Petula Clark (1958)
- Jean Constantin (1959)
- Colette Renard (1959)

## Éxitos en los 60s

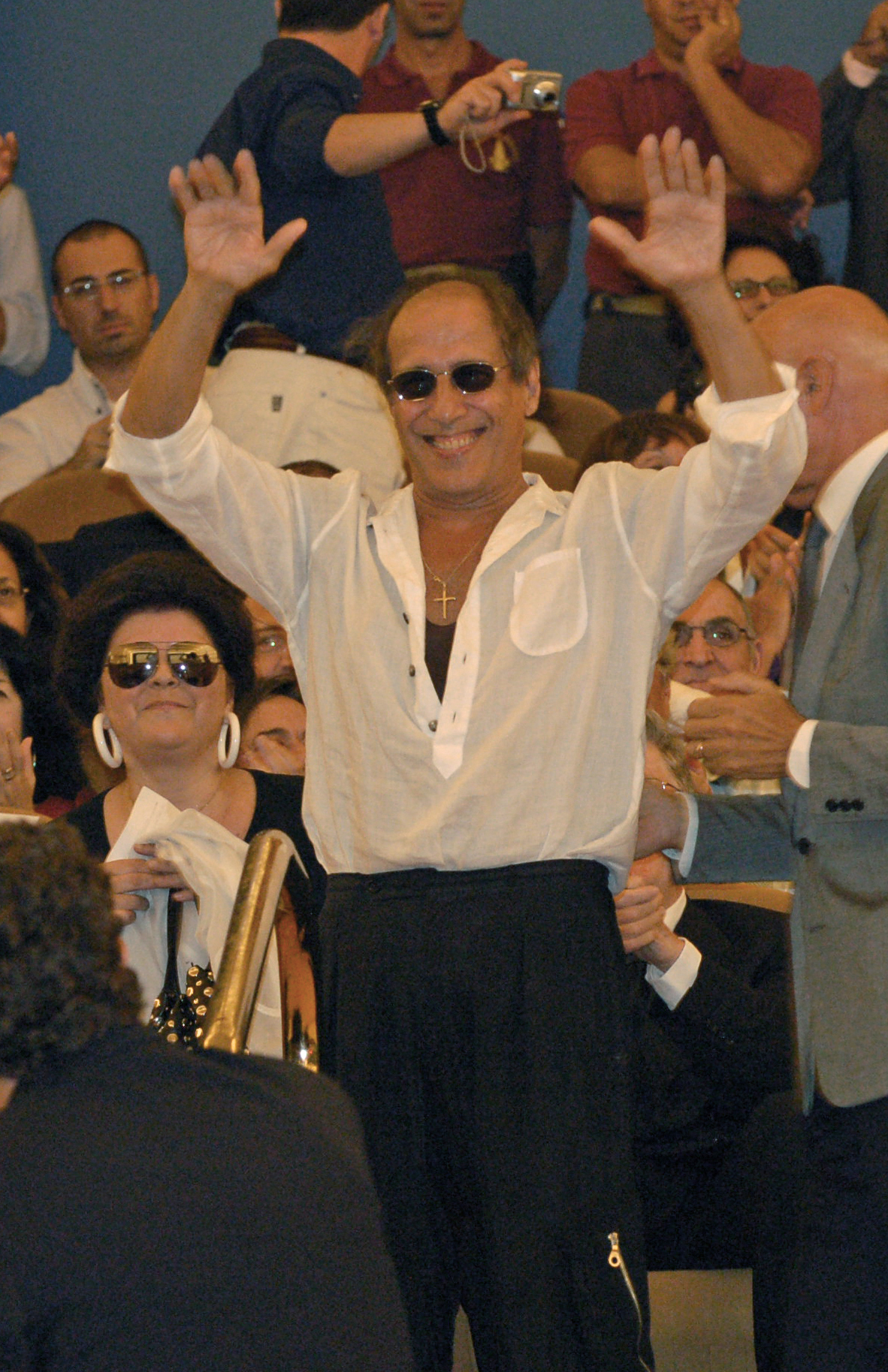
Adriano Calenteno.

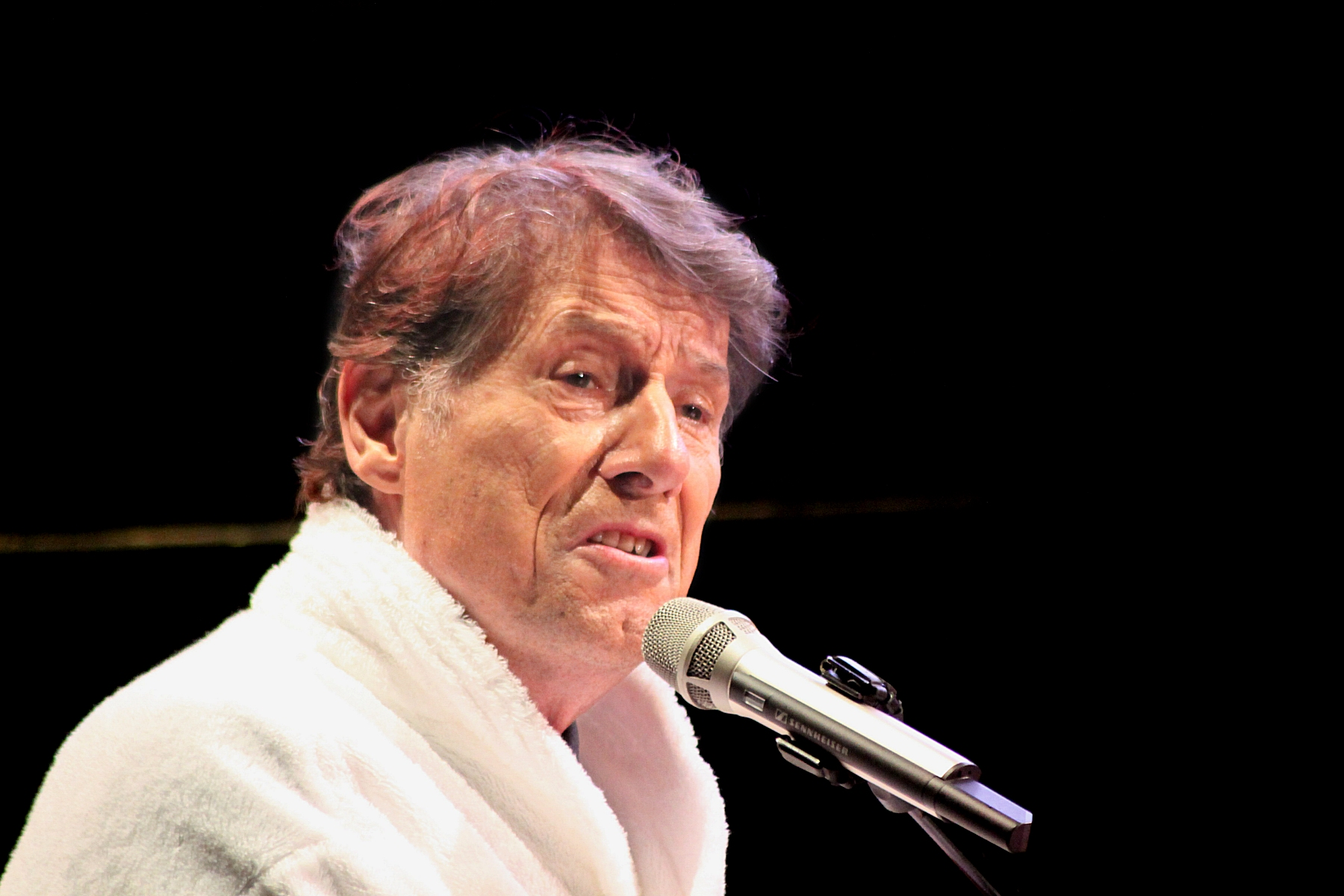
Udo Jürgens.

- Françoise Hardy (1962)
- Petula Clark (1962)
- Colette Renard (1962)
- Dion (1963)
- Alain Dumas (1963)
- Gerry Beckles (1962)
- The Kingsmen (1963)
- Pierre Perret (1964)
- Tony Danieli (1964)
- Dionne Warwick (1964)
- Udo Jürgens (1964)
- Chuck Jackson (1964)
- Francis Blanche (1965)
- Sandie Shaw (1965)
- Antoine (1965)
- Raphael (1965)
- Christophe (1965)
- Pat Simon (1966)
- Adriano Celentano (1966)
- Cléo (cantante) (1966)
- Berthe (1958)
- Clothilde (1967)
- The Doors (1967)
- Buddy Guy (1967)